# Yooborn Company
Yooborn Company (韓語：유본컴퍼니)，是一家韩国艺人经纪公司，由BH娱乐前高层柳亨锡创立于2015年7月，演员高洙、林华映、李源根也转会到 Yooborn 成为首批艺人。

## 旗下艺人

### 男演员
- 李源根（2015年7月至今）[1]
- 赵祐镇
- 金旭[2]
- 朴尚恩（박상은）

### 女演员
- 林华映（2015年7月至今）[1]
- 申鉉彬（2010年9月至今）
- 朱海恩
- 李在仁（2023年1月至今）[3]
- 文素利（2025年7月至今）[4]

## 过往艺人
- 高洙（2015年7月-2017年1月）[1]
- 姜基荣（2015年-2020年）
- 元真儿（2015年11月-2023年7月）[5]
- 李敏芝（2016年2月-2018年5月）
- 曹赫俊（조혁준）[6]
- 禹度林（2015年11月）[7]
- 李彩殷
- 方珉雅（2019年3月-2024年）[8]

## 外部连结
- Yooborn Company NAVER BLOG （页面存档备份，存于） 
- YouTube上的Yooborn Company頻道
- Yooborn Company的Facebook專頁
- Yooborn Company的Instagram帳戶
- Yooborn Company的X（前Twitter）